# Юрченки (Хмельницкая область)
Юрченки (укр. Юрченки) — село в Летичевском районе Хмельницкой области Украины.
Население по переписи 2001 года составляло 338 человек. Почтовый индекс — 31520. Телефонный код — 3857. Занимает площадь 0,994 км². Код КОАТУУ — 6823086202.

## Местный совет
31520, Хмельницкая обл., Летичевский р-н, с. Чапля, ул. Приколхозная, 18